# Hypycnopa delotis
Hypycnopa delotis är en fjärilsart som beskrevs av Oswald Beltram Lower 1903. Hypycnopa delotis ingår i släktet Hypycnopa och familjen mätare. Inga underarter finns listade i Catalogue of Life.